# Конгрес Мексики
Генеральний Конгрес Мексиканських Сполучених Штатів — представницький орган і головний орган законодавчої влади Мексики.

## Структура та формування
Згідно з Конституцією Конгрес складається з двох палат. Нижня палата, або Палата депутатів (ісп. Cámara de Diputados), складається з 500 членів. Виборці обирають депутатів на трирічний термін на основі загального виборчого права. З 500 депутатів 300 осіб обираються по одномандатних виборчих округах, решта 200 чоловік — на основі пропорційного представництва. Верхня палата, або Сенат (ісп. Cámara de Senadores/Senado), складається з 128 членів, по 4 члени від кожного штату і федерального столичного округу, які обираються прямим загальним голосуванням на шестирічний термін, з повною ротацією його членів кожні шість років.

## Повноваження
Головна функція Конгресу полягає у прийнятті законів і декретів з питань, віднесених до компетенції федерального уряду. Право законодавчих ініціатив належить Президенту, депутатам і сенаторам, законодавчим органам штатів.
Сесія Конгресу проводиться щорічно з 1 вересня до 31 грудня. Під час перерви в роботі парламенту законодавчі повноваження належать постійній комісії, що призначається обома палатами. Перевибори на всі державні посади, у тому числі в обидві палати Конгресу, заборонені конституцією.
Будь-які проєкти законів і декретів, обговорення яких не входить у виняткову компетенцію тієї чи іншої палати, обговорюються в обох палатах. Після схвалення законопроєкту палатою, в яку він був внесений, він направляється для обговорення в іншу палату. Якщо остання його схвалить, законопроєкт надсилається виконавчій владі, яка за відсутності заперечень негайно опубліковує його. У разі відхилення закону виконавчою владою повністю або частково, він направляється в палату, з якої він вийшов. Якщо при повторному розгляді проєкт набере в кожній з палат 2/3 від загального числа голосів, він стає законом або декретом і прямує до виконавчої влади для опублікування та введення в дію.
Якщо закон або декрет були повністю відхилені якоюсь з палат, вони повертаються в палату, від якої виходила ініціатива, разом з відповідними зауваженнями. У разі, якщо проєкт приймається абсолютною більшістю присутніх членів цієї палати, він знову передається палату, яка його відхилила. І, після того як законопроєкт буде там схвалений такою ж більшістю голосів, він прямує до виконавчої влади. При відсутності ж схвалення другої палати, проєкт не зможе бути внесений на розгляд протягом тієї ж сесії.
В 1993 році була прийнята поправка до конституції, що виключає «Пункт підпорядкованості», згідно з яким, партія, що набрала 35% голосів по всій країні, автоматично отримує більшість місць в палаті депутатів. Ця поправка не дозволяє жодній з партій отримати більше 315 місць в нижній палаті. Поправки до конституції приймаються при схваленні їх не менше 325 депутатами. Таким чином жодна з партій сама по собі не може вносити поправки в основний закон країни.
Конгрес також уповноважений приймати до складу Федерації нові штати, утворювати нові штати, встановлювати податки, визначати принципи, на основі яких виконавча влада може давати позики, оголошувати війну, оголошувати амністію засудженим.
Палата представників має повноваження затверджувати федеральний бюджет, спостерігати за точним виконанням відомством контролера казначейства своїх функцій, призначати керівників та інших службовців відомства контролера казначейства, розглядати звинувачення, що пред'являються державним посадовим особам, зазначеним у Конституції, схвалювати призначення членів Високого Суду Федерального округу, що надаються Президентом, або відмовляти в такому призначенні.
У виняткову компетенцію Сенату входять такі пункти, як аналіз зовнішньої політики, затвердження міжнародних договорів і дипломатичних угод, що укладаються федеральної виконавчої владою, уповноважування президента направляти національні війська за межі території країни та інше.
Обидві палати мають право створювати комісії для розслідування діяльності федеральних міністерств, адміністративних департаментів та підприємств з переважаючою державною участю.

## Партійний склад

### Склад Сенату
| Партії | Партії | Партії                          | Кількість місць |  |
|        |        | Інституційно-революційна партія | 55              |  |
|        |        | Партія національної дії         | 38              |  |
|        |        | Партія праці                    | 15              |  |
|        |        | Партія демократичної революції  | 8               |  |
|        |        | Зелена екологічна партія        | 7               |  |
|        |        | Незалежні                       | 5               |  |
| Всього | Всього | Всього                          | 128             |  |

### Склад Палати депутатів[2]
| Партії | Партії | Партії                          | Кількість місць |  |
|        |        | Інституційно-революційна партія | 205             |  |
|        |        | Партія національної дії         | 109             |  |
|        |        | Партія демократичної революції  | 52              |  |
|        |        | Рух національного відродження   | 48              |  |
|        |        | Зелена екологічна партія        | 40              |  |
|        |        | Громадянський рух               | 21              |  |
|        |        | Новий альянс                    | 12              |  |
|        |        | Соціальні збори                 | 9               |  |
|        |        | Незалежні                       | 4               |  |
| Всього | Всього | Всього                          | 500             |  |

Також, згідно з розділом XII частини 1 статті 6 Регламенту Палати депутатів, депутати мають можливість виходити з фракцій (у складі яких вони були обрані) і вступати до інших фракцій, у згоді з їх (фракцій) статутами.